# إيرل جيلسون
إيرل جيلسون هو سياسي أمريكي، ولد في 1 يوليو 1923 في دي بير في الولايات المتحدة، وتوفي في 4 سبتمبر 2004. نشط حزبياً في الحزب الديمقراطي. وقد انتخب عضو جمعية ولاية ويسكونسن ‏.